# Boscate
Boscate ou Bozcate (em hebraico: בָּצְקַת) foi uma cidade palestina de localização imprecisa mencionada no Antigo Testamento. Seu nome significa "Altura Rochosa".
Há duas menções dessa cidade na Bíblia. Em Josué 15:39, Boscate é listada entre as cidades da tribo de Judá que ficavam na Terra Baixa, ou Sefelá. Sua menção entre Laquis e Eglom sugere proximidade entres essas três cidades.
Em 2 Reis 22:1 Boscate é mencionada como sendo a cidade de origem da mãe do Rei Josias, Jedida.